# Ulrich Wessel
Ulrich Wessel (* 9. Januar 1946 in Bielefeld; † 25. April 1975 in Stockholm) war ein deutscher Terrorist der Rote Armee Fraktion (RAF).
Wessel, der Sohn eines Kaufmanns und Millionärs, beteiligte sich am 24. April 1975 an der Aktion des Kommandos Holger Meins, der Geiselnahme von Stockholm. Bei der versehentlichen Explosion einer vorbereiteten Sprengladung kam Wessel ums Leben. Im Mai desselben Jahres wurde er auf dem Johannisfriedhof in Bielefeld beigesetzt.
Im Jahre 1991 wurde am Tatort des Mordes an Detlev Rohwedder unter anderem ein Bekennerschreiben des RAF-Kommandos „Ulrich Wessel“ gefunden.